# Silver Lakes (California)
Silver Lakes es un lugar designado por el censo ubicado en el condado de San Bernardino en el estado estadounidense de California. En el año 2010 tenía una población de 5623 habitantes.

## Geografía
Silver Lakes se encuentra ubicado en las coordenadas 34°45′1.1″N 117°20′45.55″O / 34.750306, -117.3459861.